# Јуфола (Алабама)
Јуфола (енгл. Eufaula) град је у америчкој савезној држави Алабама. По попису становништва из 2010. у њему је живело 13.137 становника.

## Демографија
Према попису становништва из 2010. у граду је живело 13.137 становника, што је 771 (5,5%) становника мање него 2000. године.
| Група             | 2000.         | 2010.         |
| Белци             | 7.913 (56,9%) | 6.509 (49,5%) |
| Афроамериканци    | 5.621 (40,4%) | 5.859 (44,6%) |
| Азијати           | 65 (0,5%)     | 85 (0,6%)     |
| Хиспаноамериканци | 213 (1,5%)    | 566 (4,3%)    |
| Укупно            | 13.908        | 13.137        |